# Con tàu y đức
Con tàu y đức (tiếng Hàn: 병원선) là một bộ phim truyền hình Hàn Quốc với sự tham gia của Ha Ji-won và Kang Min-hyuk. Bộ phim được đạo diễn bởi Park Jae-bum và được viết bởi nhà biên kịch Yoon Sun-joo. Nó được phát sóng trên MBC vào mỗi thứ Tư và thứ Năm lúc 22:00 (KST) và bắt đầu vào ngày 30 tháng 8 năm 2017. Ở Việt Nam, phim được mua bản quyền và phát sóng trên kênh VTV3 lúc 12 giờ trưa từ thứ hai đến thứ sáu hàng tuần THTG Và THĐT Thứ 2 Đến Chủ Nhật.

## Tóm tắt
Bộ phim kể về những bác sĩ làm việc trên con tàu Y khoa, một con tàu được sử dụng nhằm mục đích cứu chữa cho người dân ở những hòn đảo xa xôi không có đủ điều kiện và phương tiện chữa trị. Mỗi thành viên bước chân lên con tàu đều có một lí do, một câu chuyện khác nhau. Có người đơn giản là không còn lựa chọn nào khác, có người là do "xui xẻo" bốc nhầm lá thăm ra đảo, nhưng cũng có người là vì muốn bắt đầu cuộc sống mới, sau những thăng trầm biến cố họ từng trải qua, như nam nữ chính. Tất nhiên, khi đã đặt chân lên đây, mục tiêu của họ chỉ còn là một việc duy nhất: Cứu người.
Song Eun Jae là một bác sĩ xinh đẹp, tài giỏi, mạnh mẽ, độc lập và có phần kiêu ngạo. Đã có lúc con tàu chỉ được sử dụng để kiểm tra tiêu chuẩn và quản lý thuốc, nhưng đối với Song Eun Jae, nó có thể giúp cô thực hiện những cuộc phẫu thuật phức tạp. Cô đã được nhìn nhận thành công như một bác sĩ phẫu thuật, nhưng bên cạnh đó cô cũng có rất nhiều khó khăn trong cuộc sống cũng như gia đình. Nhưng một sự cố đáng tiếc đã dẫn cô đến một con tàu thay vì một bệnh viện uy tín.
Kwak Hyun là.một bác sĩ nội trú với tâm hồn ấm áp. Với những chuyện không hay xảy ra, anh quyết định lên con tàu y đức bỏ lại tất cả mọi chuyện, nào ngờ chính trên con tàu ấy đã vô tình giúp anh tìm được người con gái định mệnh thông qua một tấm hình 3x4. Không phải yêu ngay từ ánh mắt đầu tiên mà chỉ là... ánh mắt thoáng qua, thế nhưng hành trình từng bước chinh phục nữ bác sĩ lạnh lùng từ đó mà bắt đầu.
Kim Jae Geol có ngoại hình đẹp trai và mang trong mình dòng dõi rộng lớn trong y học. Cha anh là một bác sĩ đáng kính. Khi anh lớn lên, cha anh luôn thích người anh trai tuyệt vời của anh hơn anh, điều đó đã khiến Jae Geol trở thành kẻ cô độc trong tim. Cha anh bị ám ảnh bởi thuốc tây. Như một hình thức nổi loạn, Kim Jae Gol đã nghiên cứu về y học phương Đông, phần lớn là sự không tán thành của cha anh. Mục tiêu của anh khi lên tàu là thoát khỏi cái bóng của cha mình. Tuy nhiên, tại tàu, anh ta phải làm việc dưới quyền của Song Eun Jae, người nghiêm khắc, vô cảm và coi thường y học phương Đông.
Bây giờ, ba bác sĩ này phải gạt bỏ tính cách trái ngược của họ để điều trị cho bệnh nhân của họ. Khi tất cả họ sớm học hỏi, làm việc cùng nhau và họ có cách riêng để mang mọi người lại với nhau. Họ cùng nhau cứu những người bệnh nhân tại hòn đòn.

## Diễn viên

### Các diễn viên chính
- Ha Ji-won trong vai Song Eun-jae [9]

Cô là một bác sĩ phẫu thuật có khả năng và là trưởng khoa tương lai tại một bệnh viện lớn ở Seoul, người sau đó gia nhập phi hành đoàn trên con tàu bệnh viện.
- Kang Min-hyuk trong vai Kwak Hyun [10]

Con trai của một bác sĩ phẫu thuật nổi tiếng. Anh trở thành bác sĩ vì cha anh và sau đó tình nguyện gia nhập tàu bệnh viện với tư cách là nghĩa vụ quân sự. Anh luôn luôn dành những sự ấm áp cho những người bệnh nhân của mình.
- Lee Seo-won trong vai Kim Jae-geol [11]

Một bác sĩ phương Đông chaebol có cha là giám đốc của một bệnh viện đa khoa. Anh ta được đưa lên tàu bệnh viện và là bạn tốt với Joon-young.
- Kim In-sik vai Cha Joon-young

Một nha sĩ đã được đặt trên tàu bệnh viện. Anh ấy và Jae-geol là những người bạn tốt.

### Diễn viên phụ

#### Diễn viên trong bệnh viện
- Kwon Mina trong vai Yoo Ah-rim [12]
- Kim Kwang-kyu trong vai Choo Won-gong
- Jeong Gyeong-sun [ko] là Pyo Go-eun

#### Diễn viên trên con tàu
- Lee Han-wi trong vai Bang Sung-woo
- Jang Seo-won [ko] vai Yang Choon-ho
- Song Ji-ho vai Kang Jung-ho

#### Thành viên gia đình
- Cha Hwa-yeon trong vai Oh Hye-jung, mẹ của Eun-Jae (Ep. 1-3)
- Kim Sun-young vai Oh Mi-jung, dì của Eun-jae
- Jo Sung-ha vai Song Jae-joon
- Jung In-gi vai Kwak Sung
- Nam Ki-ae [ko] vai Lee Soo-kyung, mẹ của Kwak Hyun
- Jung Won-joong [ko] là Kim Soo-kwon
- Park Joon-geum [ko] như Han Hee-sook
- Lee Tae-ri trong vai Song Woo-jae, một sinh viên 28 tuổi và em trai của Eun-jae

### Diễn viên Khác
- Wang Ji-won as Choi Young-eun
- Jeon No-min as Kim Do-hoon
- Park Tae-sung [ko] as Kang Yong-soo
- Lee Da-hae
- Jo A-ra as Yang Ji-young
- Ji Chan [ko]
- Park Seung-chan
- Lee Chung-hee
- Seo Dan-won
- Min Dae-sik
- Jang Mun-gyu as Ki Kwan-sa
- Sung Hyun-mi
- Ryu Sung-ryul
- Kim Mi-hye
- Shin Shin-beom
- Lee Chae-kyung
- Song In-seob
- Woo Sang-jun [ko] as Woojin's grandfather
- Joo Boo-jin as Hospital patient
- Heo Jung-gyu [ko]
- Lim Chae-yeon
- Lee Dal
- Kim Il-hyun
- Hae Sun
- Moon Kyung-min
- Jung Young-geum
- Kang Jung-goo
- Ahn Jae-min [ko]
- Baek Soo-ryun [ko] as Park Oh-wol
- Oh Ji-yeon
- Nam Eun-ji
- Jung Yeon
- Kim Jong-soo
- Park Dong-il
- Sa Jae-won
- Park Ji-il [ko]
- Kang Da-hyun
- Seo Kwang-jae [ko]
- Sa Chae-won

### Khách mời đặc biệt
- Jo Hyun-jae vai Jang Sung-ho [13] (Ep 1-2, 10)
- Park Sun-ho vai Kim Jae-hwan (Ep. 1, 23-24)
- Jung Dong-hwan trong vai Jang Tae-joon, cha của Jang Sung-ho

## Nhà Sản xuất
Buổi đọc kịch bản đầu tiên diễn ra vào ngày 6 tháng 7 năm 2017 tại Đài phát thanh MBC ở Sangam, Seoul, Hàn Quốc. Việc quay phim diễn ra ở Geojedo, Hàn Quốc.

## Bài hát chính trong phim

### Phần 1
| STT              | Nhan đề                        | Phổ lời          | Phổ nhạc                            | Artist           | Thời lượng |
| ---------------- | ------------------------------ | ---------------- | ----------------------------------- | ---------------- | ---------- |
| 1.               | "let it go, let it be"         | Apollo           | Apollo Kim Seung-hyun Park Sung-soo | RAINZ            | 04:26      |
| 2.               | "let it go, let it be" (Inst.) |                  | Apollo Kim Seung-hyun Park Sung-soo |                  | 04:26      |
| Tổng thời lượng: | Tổng thời lượng:               | Tổng thời lượng: | Tổng thời lượng:                    | Tổng thời lượng: | 08:52      |

### Phần 3
| STT              | Nhan đề                 | Phổ lời              | Phổ nhạc                                 | Artist           | Thời lượng |
| ---------------- | ----------------------- | -------------------- | ---------------------------------------- | ---------------- | ---------- |
| 1.               | "Touch Of Love"         | Apollon Heo Sung-jin | Heo Sung-jin Ha Young-joo Hong Sung-joon | Yang Da-il       | 03:45      |
| 2.               | "Touch Of Love" (Inst.) |                      | Heo Sung-jin Ha Young-joo Hong Sung-joon |                  | 03:45      |
| Tổng thời lượng: | Tổng thời lượng:        | Tổng thời lượng:     | Tổng thời lượng:                         | Tổng thời lượng: | 07:30      |

### Phần 5
| STT | Nhan đề         | Phổ nhạc                   | Thời lượng |
| --- | --------------- | -------------------------- | ---------- |
| 1.  | Chưa có tiêu đề | Yang Sung-woo Lee Jong-soo |            |
| 2.  | Chưa có tiêu đề | Yang Sung-woo Lee Jong-soo |            |
| 3.  | Chưa có tiêu đề | Yang Sung-woo Lee Jong-soo |            |

### Theo dõi đặc biệt
| STT | Nhan đề         | Phổ nhạc             | Thời lượng |
| --- | --------------- | -------------------- | ---------- |
| 1.  | Chưa có tiêu đề | Cadence Lee Jong-soo |            |
| 2.  | Chưa có tiêu đề | Cadence Lee Jong-soo |            |
| 3.  | Chưa có tiêu đề | Cadence Lee Jong-soo |            |
| 5.  | Chưa có tiêu đề | Cadence Lee Jong-soo |            |
| 7.  | Chưa có tiêu đề | Cadence Lee Jong-soo |            |

Xếp hạng
- Trong bảng dưới đây, số màu xanh biểu thị xếp hạn thấp nhất và số màu đỏ đại diện cho xếp hạng cao nhất.
- NR biểu thị rằng bộ phim không được xếp hạng trong 20 chương trình hàng ngày hàng đầu vào thời điểm đó.

| Episode # | Original Broadcast Date   | Average Audience Share | Average Audience Share      | Average Audience Share | Average Audience Share      |
| Episode # | Original Broadcast Date   | TNmS Ratings           | TNmS Ratings                | AGB Nielsen            | AGB Nielsen                 |
| Episode # | Original Broadcast Date   | Nationwide             | Seoul National Capital Area | Nationwide             | Seoul National Capital Area |
| --------- | ------------------------- | ---------------------- | --------------------------- | ---------------------- | --------------------------- |
| 1         | ngày 30 tháng 8 năm 2017  | 10.8% (9th)            | 11.4% (6th)                 | 10.6% (7th)            | 11.9% (5th)                 |
| 2         | ngày 30 tháng 8 năm 2017  | 11.9% (7th)            | 12.5% (4th)                 | 12.4% (4th)            | 13.8% (4th)                 |
| 3         | ngày 31 tháng 8 năm 2017  | 8.9% (12th)            | 9.5% (7th)                  | 8.9% (9th)             | 9.9% (6th)                  |
| 4         | ngày 31 tháng 8 năm 2017  | 9.9% (7th)             | 10.5% (6th)                 | 10.7% (5th)            | 11.4% (3rd)                 |
| 5         | ngày 6 tháng 9 năm 2017   | 9.1% (10th)            | 10.1% (5th)                 | 10.3% (8th)            | 10.5% (5th)                 |
| 6         | ngày 6 tháng 9 năm 2017   | 10.7% (7th)            | 12.1% (4th)                 | 11.8% (4th)            | 11.9% (4th)                 |
| 7         | ngày 7 tháng 9 năm 2017   | 10.2% (9th)            | 11.4% (6th)                 | 11.3% (6th)            | 11.7% (5th)                 |
| 8         | ngày 7 tháng 9 năm 2017   | 11.8% (6th)            | 12.5% (3rd)                 | 13.0% (4th)            | 13.6% (3rd)                 |
| 9         | ngày 13 tháng 9 năm 2017  | 9.6% (9th)             | 9.7% (7th)                  | 9.8% (9th)             | 10.2% (8th)                 |
| 10        | ngày 13 tháng 9 năm 2017  | 11.7% (7th)            | 11.2% (4th)                 | 12.0% (4th)            | 12.1% (4th)                 |
| 11        | ngày 14 tháng 9 năm 2017  | 10.1% (9th)            | 10.1% (9th)                 | 11.0% (6th)            | 11.6% (6th)                 |
| 12        | ngày 14 tháng 9 năm 2017  | 11.5% (7th)            | 11.2% (6th)                 | 12.9% (4th)            | 13.2% (4th)                 |
| 13        | ngày 20 tháng 9 năm 2017  | 9.8% (9th)             | 10.4% (7th)                 | 9.8% (9th)             | 10.4% (6th)                 |
| 14        | ngày 20 tháng 9 năm 2017  | 11.1% (7th)            | 12.1% (4th)                 | 11.6% (6th)            | 12.0% (4th)                 |
| 15        | ngày 21 tháng 9 năm 2017  | 9.3% (12th)            | 9.7% (9th)                  | 10.5% (8th)            | 11.0% (5th)                 |
| 16        | ngày 21 tháng 9 năm 2017  | 11.3% (7th)            | 11.5% (4th)                 | 12.4% (4th)            | 12.6% (4th)                 |
| 17        | ngày 27 tháng 9 năm 2017  | 9.2% (15th)            | 9.0% (10th)                 | 9.8% (8th)             | 9.8% (9th)                  |
| 18        | ngày 27 tháng 9 năm 2017  | 10.8% (10th)           | 11.0% (7th)                 | 10.6% (7th)            | 10.6% (5th)                 |
| 19        | ngày 28 tháng 9 năm 2017  | 8.5% (15th)            | 9.2% (10th)                 | 9.3% (11th)            | 9.5% (11th)                 |
| 20        | ngày 28 tháng 9 năm 2017  | 10.1% (8th)            | 10.7% (7th)                 | 11.3% (6th)            | 11.4% (6th)                 |
| 21        | ngày 4 tháng 10 năm 2017  | 5.5% (18th)            | 6.4% (8th)                  | 5.6% (14th)            | 5.8% (13th)                 |
| 22        | ngày 4 tháng 10 năm 2017  | 6.8% (10th)            | 7.5% (5th)                  | 6.6% (9th)             | 6.8% (9th)                  |
| 23        | ngày 5 tháng 10 năm 2017  | 6.3% (19th)            | 7.1% (15th)                 | 7.1% (16th)            | 6.7% (15th)                 |
| 24        | ngày 5 tháng 10 năm 2017  | 7.3% (15th)            | 8.3% (9th)                  | 8.3% (11th)            | 8.1% (11th)                 |
| 25        | ngày 11 tháng 10 năm 2017 | 8.9% (14th)            | 9.4% (9th)                  | 7.5% (16th)            | 6.7% (15th)                 |
| 26        | ngày 11 tháng 10 năm 2017 | 10.2% (9th)            | 10.3% (7th)                 | 9.3% (9th)             | 8.4% (11th)                 |
| 27        | ngày 12 tháng 10 năm 2017 | 6.5% (NR)              | 6.6% (18th)                 | 8.5% (13th)            | 8.6% (13th)                 |
| 28        | ngày 12 tháng 10 năm 2017 | 7.6% (16th)            | 7.9% (12th)                 | 10.0% (8th)            | 9.8% (10th)                 |
| 29        | ngày 18 tháng 10 năm 2017 | 8.1% (15th)            | 8.6% (12th)                 | 8.3% (10th)            | 8.9% (8th)                  |
| 30        | ngày 18 tháng 10 năm 2017 | 8.6% (11th)            | 8.7% (11th)                 | 8.6% (8th)             | 9.1% (7th)                  |
| 31        | ngày 19 tháng 10 năm 2017 | 7.0% (NR)              | 6.9% (NR)                   | 7.1% (NR)              | 7.2% (19th)                 |
| 32        | ngày 19 tháng 10 năm 2017 | 8.7% (14th)            | 8.0% (15th)                 | 8.7% (12th)            | 8.4% (13th)                 |
| 33        | ngày 25 tháng 10 năm 2017 | 6.5% (NR)              | 5.8% (NR)                   | 7.3% (16th)            | 7.4% (15th)                 |
| 34        | ngày 25 tháng 10 năm 2017 | 7.3% (17th)            | 6.6% (17th)                 | 7.9% (13th)            | 7.8% (12th)                 |
| 35        | ngày 26 tháng 10 năm 2017 | 6.6% (NR)              | 6.3% (NR)                   | 7.0% (NR)              | 7.5% (17th)                 |
| 36        | ngày 26 tháng 10 năm 2017 | 7.7% (16th)            | 7.0% (16th)                 | 8.4% (11th)            | 8.3% (11th)                 |
| 37        | ngày 1 tháng 11 năm 2017  | 6.6% (15th)            | 6.3% (17th)                 | 7.2% (12th)            | 6.9% (14th)                 |
| 38        | ngày 1 tháng 11 năm 2017  | 8.1% (9th)             | 8.2% (8th)                  | 9.0% (5th)             | 8.5% (7th)                  |
| 39        | ngày 2 tháng 11 năm 2017  | 6.4% (NR)              | 6.6% (18th)                 | 7.2% (18th)            | 7.4% (14th)                 |
| 40        | ngày 2 tháng 11 năm 2017  | 7.4% (15th)            | 7.2% (15th)                 | 8.6% (9th)             | 9.1% (9th)                  |
| Average   | Average                   | 8.86%                  | 9.14%                       | 9.46%                  | 9.66%                       |

## phân thưởng va sự bổ nhiệm
| Năm  | Giải thưởng                                      | thể loại | Người nhận | Kết quả | Tham chiếu |
| ---- | ------------------------------------------------ | --- | --- | ------- | ---------- |
| 2017 | Giải thưởng phim truyền hình Hàn Quốc lần thứ 10 | Giải thưởng ngôi sao Hallyu                                                                                               | Kwon Mina \|style="background: #99FF99; color: black; vertical-align: middle; text-align: center; " class="yes table-yes2"\|Đoạt giải | [ 19 ]  |            |
| 2017 | 36th MBC Drama Awards                            | Grand Prize (Daesang) | Ha Ji-won\|style="background: #FDD; color: black; vertical-align: middle; text-align: center; " class="no table-no2"\|Đề cử           |         |            |
| 2017 | 36th MBC Drama Awards                            | style="background: #99FF99; color: black; vertical-align: middle; text-align: center; " class="yes table-yes2"\|Đoạt giải | Ha Ji-won\|style="background: #FDD; color: black; vertical-align: middle; text-align: center; " class="no table-no2"\|Đề cử           |         |            |
| 2017 | 36th MBC Drama Awards                            | style="background: #FDD; color: black; vertical-align: middle; text-align: center; " class="no table-no2"\|Đề cử          | Ha Ji-won\|style="background: #FDD; color: black; vertical-align: middle; text-align: center; " class="no table-no2"\|Đề cử           |         |            |
| 2017 | 36th MBC Drama Awards                            | Excellence Award, Actor in a Miniseries                                                                                   | Kang Min-hyuk\|style="background: #FDD; color: black; vertical-align: middle; text-align: center; " class="no table-no2"\|Đề cử       |         |            |
| 2017 | 36th MBC Drama Awards                            | style="background: #FDD; color: black; vertical-align: middle; text-align: center; " class="no table-no2"\|Đề cử          | Kang Min-hyuk\|style="background: #FDD; color: black; vertical-align: middle; text-align: center; " class="no table-no2"\|Đề cử       |         |            |
| 2017 | 36th MBC Drama Awards                            | Excellence Award, Actress in a Miniseries                                                                                 | style="background: #FDD; color: black; vertical-align: middle; text-align: center; " class="no table-no2"\|Đề cử                      |         |            |
| 2017 | 36th MBC Drama Awards                            | Excellence Award, Actress in a Miniseries                                                                                 | style="background: #FDD; color: black; vertical-align: middle; text-align: center; " class="no table-no2"\|Đề cử                      |         |            |
| 2017 | 36th MBC Drama Awards                            | Golden Acting Award, Actor in a Miniseries                                                                                | style="background: #FDD; color: black; vertical-align: middle; text-align: center; " class="no table-no2"\|Đề cử                      |         |            |
| 2017 | 36th MBC Drama Awards                            | Golden Acting Award, Actress in a Miniseries                                                                              | style="background: #FDD; color: black; vertical-align: middle; text-align: center; " class="no table-no2"\|Đề cử                      |         |            |
| 2017 | 36th MBC Drama Awards                            | Best New Actor | Lee Seo-won\|style="background: #FDD; color: black; vertical-align: middle; text-align: center; " class="no table-no2"\|Đề cử         |         |            |
| 2017 | 36th MBC Drama Awards                            | Best New Actress | Kwon Mina\|style="background: #FDD; color: black; vertical-align: middle; text-align: center; " class="no table-no2"\|Đề cử           |         |            |

## Phát sóng
- Tại Singapore, Malaysia, Indonesia và Hồng Kông, bộ phim bắt đầu phát sóng trên Oh! K từ ngày 31 tháng 8 năm 2017.
- Tại Myanmar, sê-ri phát sóng trên Channel-7 HD (Myanmar) và CANAL + MAE MADE HD.
- Tại Nhật Bản, bộ phim phát sóng trên KNTV.
- Tại Philippines, bộ phim sẽ được phát sóng trên TV5.
- Tại Việt Nam, bộ phim sẽ được phát sóng trên VTV3 bắt đầu từ ngày 3 tháng 7 năm 2018.
- Tại Ấn Độ, bộ phim được phát sóng trên Zee Anmol dưới tựa Aspataal Ka Jahaaz, trên Upconing (2018)